# Encephalartos graniticolus
Encephalartos graniticolus là một loài thực vật hạt trần trong họ Zamiaceae. Loài này được Vorster mô tả khoa học đầu tiên năm 1988.